# Hintertiefenbach
Hintertiefenbach ist eine Ortsgemeinde im Landkreis Birkenfeld in Rheinland-Pfalz. Sie gehört der Verbandsgemeinde Herrstein-Rhaunen an.

## Geographie
Die Ortschaft liegt nördlich der Nahe in einem Talkessel. Sie wird  vom „Hintertiefenbach“ durchflossen (Zuflüsse: Gilzbach, Bach an der Bismarckeiche, Waldbach, Edemisbach).
Zu Hintertiefenbach gehört auch die Siedlung Wassergall.

## Geschichte
- 1338 Erstmalige urkundliche Erwähnung des Ortes unter dem Namen Inredyfinenbach. Der Ort gehörte mit den anderen Abteigemeinden Göttschied, Gerach, Regulshausen, (Höhweiler und Ritzenberg) zum Kloster Mettlach.
- Am 14. Oktober 1560 verkaufte das Kloster die vier Dörfer an die Hintere Grafschaft Sponheim. Der Name der Ortschaft ändert sich im Laufe seiner Geschichte zu Heredifenbach, Niederdiffenbach, Unterdefenbach und Underdiffenbach.
- 1776 gehört das Dorf zur Markgrafschaft Baden.
- 1783 wird die Leibeigenschaft aufgehoben.
- 1792 Angliederung des Ortes an Mairie Fischbach im Kanton Herrstein.
- 1817 durch die Beschlüsse des Wiener Kongresses wird der Ort dem Fürstentum Birkenfeld im Grossherzogtum Oldenburg zugeschlagen.
- 1824 Einführung des Schulwesens der 4 Abteigemeinden.
- 1879 nach Auflösung der Bürgermeisterei Fischbach gehört das Dorf wieder zum Amt Herrstein.
- 1880 Schulhausneubau[3]
- 1908 Bau von Wasserleitungen.
- 1913 Hintertiefenbach erhält Elektrizitätsversorgung[4]
- 1937 nach dem Reichsgesetz vom 26. Januar 1937 geht Hintertiefenbach ab 1. April 1937 innerhalb des oldenburgischen Landesteils Birkenfeld auf Preußen über.
- 18. März 1945 wird der Ort von der US-Armee besetzt, die dessen Verwaltung noch im Juli des gleichen Jahres an Frankreich übergibt.
- 1946 wird Hintertiefenbach eine Ortsgemeinde im damals neu gebildeten Land Rheinland-Pfalz, Landkreis Birkenfeld.

## Politik

### Gemeinderat
Der Gemeinderat in Hintertiefenbach besteht aus acht Ratsmitgliedern, die bei der Kommunalwahl am 9. Juni 2024 in einer Mehrheitswahl gewählt wurden, und dem ehrenamtlichen Ortsbürgermeister als Vorsitzendem.

### Ortsbürgermeister
Oliver Klinnert wurde am 10. Juli 2024 Ortsbürgermeister von Hintertiefenbach. Bei der Direktwahl am 9. Juni 2024 war er als einziger Bewerber mit 61,1 % für fünf Jahre gewählt worden.
Die Vorgänger waren:
- 1949–1952 Albert Brust
- 1952–1964 Paul Mayer
- 1964–1965 Otto Bernhard
- 1966–1969 Albert Brust
- 1969–1979 Jakob Franzmann
- 1979–1999 Ewald Brust
- 1999–2019 Alexander Ebels
- 2019–2024 Gerd Conzelmann[10][11]

## Verkehr
- Hintertiefenbach wird von der Kreisstraße 37 durchzogen. Im Südosten verläuft die Bundesstraße 41.
- In Weierbach ist der Bahnhof Fischbach-Weierbach der Bahnstrecke Bingen–Saarbrücken.

## Söhne und Töchter der Gemeinde
- Hugo Mayer (1899–1968), CDU-Politiker und MdB
- Kurt Bohr (* 1947), Politiker im Saarland, Sportfunktionär

## Pulverloch
In früheren Zeiten wurden in direkter Ortsnähe drei Kupferstollen angelegt, die jedoch wegen zu geringer Ausbeute wieder aufgegeben wurden. Hierauf könnte diese Flurbezeichnung zurückzuführen sein, da man Lagerstätten für Schwarzpulver, mit dem man Stollen in den Fels zu sprengen pflegte, für gewöhnlich so nannte.